# Edwin Austin Abbey

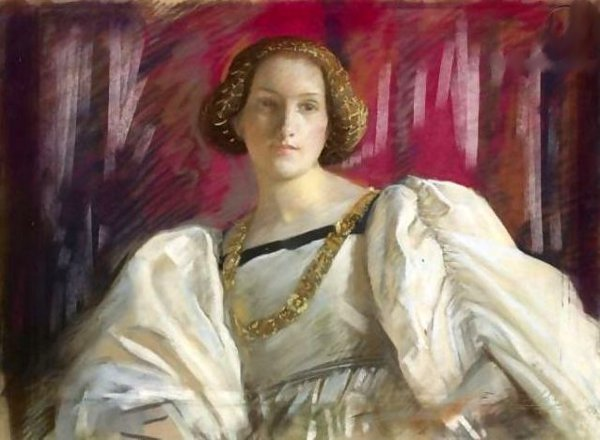
Desdemona di Edwin Austin Abbey.

Edwin Austin Abbey (Filadelfia, 1º aprile 1852 – Londra, 1º agosto 1911) è stato un pittore statunitense.

## Biografia
Studiò presso Pennsylvania Academy of the Fine Arts dove ebbe come maestro Christian Schussele. Nel 1871 iniziò una lunga collaborazione con la casa editrice Harper & Brothers di New York City. Le sue prime illustrazioni apparvero per l'Harper's Weekly nel maggio del 1874 per la pubblicazione della poesia di Robert Herrick Corinna’s Going A-Maying, la stessa poesia divenne poi il soggetto del suo primo dipinto a olio del 1890. Da sempre affascinato dall'arte e dalla storia britannica, colse l'occasione per una commissione di disegni per un articolo su Stratford-on-Avon, per compiere un viaggio in Inghilterra nel 1878, dove sarebbe rimasto per il resto della sua vita e dove entrò in contatto con altri espatriati americani come James McNeill Whistler, John Singer Sargent ed Henry James. Venne fortemente influenzato dallo stile dei Preraffaelliti, soprattutto nella loro attenzione al dettaglio storico e alla drammaticità dei soggetti.

Intorno agli inizi del 1888, accettò dalla Harper la sua commissione più importante, ovvero l'illustrazione di tutte le opere di William Shakespeare. La sua attenzione per l'accuratezza storica nei suoi dipinti lo spinse a compiere lunghi e numerosi viaggi in tutta Europa alla ricerca degli scenari originali delle opere shakespeariane e per uno studio accurato degli abiti e degli ambienti delle varie epoche storiche interessate, che spesso ricreava nel suo studio nel Gloucestershire e che condivideva occasionalmente con Sargent. La Harper pubblicò i suoi lavori nella propria rivista mensile tra il 1889 ed il 1908 facendo uso di tecniche di stampa innovative che valorizzarono ulteriormente le opere di Abbey. Il repertorio shakespeariano influenzò fortemente anche la pittura di Abbey, ispirando opere come The Play Scene in Hamlet (1897) e King Lear’s Daughters (1898). 

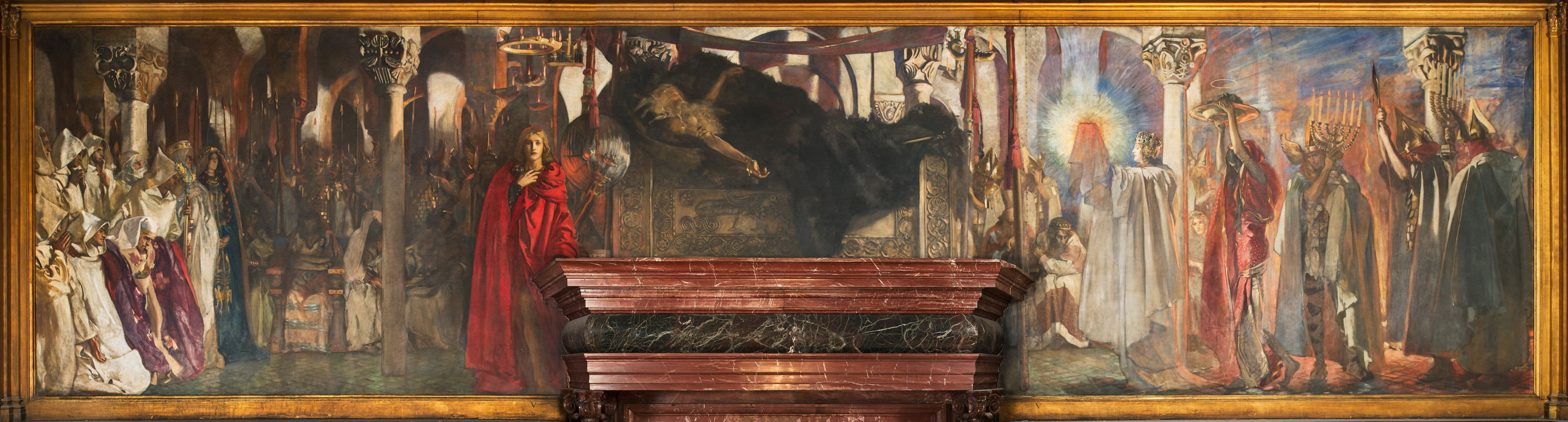
La ricerca del Sacro Graal di Edwin Austin Abbey, affresco presso la Boston Public Libray.

La sua opera più conosciuta è il fregio nella Biblioteca pubblica di Boston, commissionata all'architetto Charles Follen McKim, e alla cui decorazione lavorarono anche John Singer Sargent e Augustus Saint-Gaudens, entrambi amici di Abbey. Fu probabilmente anche grazie a queste conoscenze che, nel 1890, ad Abbey venne commissionata una serie di dipinti sul tema del Sacro Graal e ambientati nella Francia del XII° secolo a decorazione della delivery room della biblioteca; la serie venne inaugurata nel 1901, ma incontrò un'accoglienza piuttosto perplessa da parte della critica e del pubblico. 

 Nel 1896 Abbey fu nominato membro della Royal Academy of Arts dove esibì il suo ciclo shakespeariano e tutti gli altri lavori commissionati da clienti americani. Tuttavia la sua fama internazionale gli portò altre cariche all'interno di importanti associazioni come l'Institute of American Architects nel 1895, la Sociéte Nationale des Beaux-Arts nel 1896, la National Academy of Design nel 1901 e la American Academy of Arts and Letters nel 1905. Nel 1896 fu insignito dell'onorificenza francese della Legion d'onore, e ricevette due lauree honoris causa dalla Yale University nel 1897 e dalla University of Pennsylvania nel 1902.

Nel 1903 Abbey iniziò i lavori per la sua ultima importante commissione, la decorazione dell'edificio del Pennsylvania State Capitol presso Harrisburg, che tuttavia non venne terminata da Abbey, ammalatosi gravemente, ma con la sua supervisione e con la collaborazione di Sargent, fu continuata prima dal suo allievo ed assistente William Simmonds e, dopo la sua morte, da Violet Oakley con suoi disegni originali.